# Odnos do dela
Odnos do dela nam govori o tem, da imajo zaposleni do svojega dela in različnih vidikov dela (kariera, njihovo podjetje ali organizacija) vedno nek določen vidik, stališče. Odnos, na katerem je največ pozornosti, je zadovoljstvo z delom, ki predstavlja pozitivno emocionalno stanje pri ocenjevanju svojega dela.

## Definicija
Splošen oz. skupni odnos do dela je lahko pojmovan na dva načina, in sicer kot čustveno zadovoljstvo pri delu ali kot sestavina objektivnih kognitivnih ocen posameznih specifičnih vidikov delovnega mesta, na primer plača, pogoji dela, možnosti in priložnosti ter drugi vidiki. 
Pomemben sestavni del naj bi bila tudi čustvena zavezanost delovni skupini. Ta se nanaša na to, kakšno čustveno pomembnost pripisujejo posamezniki svojemu članstvu v skupini. Ugotovili so, da se zadovoljstvo z delom in zavezanost skupini med seboj prekrivata in da bi jih lahko upoštevali kot napovednika splošnega odnosa do dela.
Odnosa do dela ne smemo zamenjevati s splošnim terminom odnos, saj je odnos definiran kot psihološka tendenca, ki je izražena kot ocenjevanje določene entitete v določeni stopnji naklonjenosti ali nenaklonjenosti. Odnos do dela pa je le en določen primer entitete.
Termin »delo« se v primeru konstrukta »odnos do dela« nanaša na posameznikov trenutni položaj, službo, poklic in tudi delodajalca. Kljub vsemu pa se lahko odnos do dela in do delodajalca mnogokrat razlikuje.

## Tipi odnosov do dela

### Celovit odnos do dela
Preko odnosov do organizacije, delovnega okolja, čustvene dispozicije, skupne mere delovnih karakteristik in socialnega okolja se razvije celovit odnos do dela. Ti odnosi so odvisni od pogojev dela, prav tako pa se povezujejo s skupno mero zadovoljstva z življenjem.

### Drugi tipi odnosov do dela
- Vključevanje in vpletenost v delo: Stopnja predanosti svojemu delu oziroma prepričanje o pomembnosti dela v življenju posameznika, se kaže v stopnji pripravljenosti predaji in posvečanja delu.[7] Visoko vključevanje v delo pomeni, da se ljudje identificirajo s svojim delom in so pri delu aktivni, uspešnost in učinkovitost na delu pa sta pomembni za občutenje lastne vrednosti.[8]
- Predanost organizaciji: Posameznik se identificira z organizacijo in njenimi cilji ter si želi, da bi ohranil članstvo v njej.[8]
- Zaznana podpora organizacije: Če so delodajalci naklonjeni do zaposlenih, se povečuje zaznavanje zaposlenih, da organizacija ceni njihove prispevke in da jim je mar za njihovo dobro počutje in blagostanje.[9]
- Angažiranost zaposlenih: Posameznikova zavezanost, zadovoljstvo in vnema nad organizacijo.[8] Je stanje, ko so posamezniki intelektualno in emocionalno zavezani podjetju.[10]

## Zadovoljstvo z delom
Zadovoljstvo z delom je eden najbolj raziskovanih vidikov odnosov do dela, saj je od dobrega počutja na delovnem mestu in od delovnega  okolja  odvisno človekovo čustveno stanje.

Zadovoljstvo z delom ima čustvene (čustva, ki jih nekdo goji do dela),  spoznavne (prepričanje in mišljenje o svojem delu) in vedenjske (človekova dejanja v povezavi z delom) komponente.

## Zadovoljstvo z vidiki dela
Ta se nanaša na mnenje in občutenje o različnih vidikih dela, kot so plača, razni dodatki in odnosi s sodelavci.
- Supervizija: Supervizija je v pomembni povezavi z delovno uspešnostjo, vendar le, če je ta pozitivno sprejeta. Zato je pomembno, da zagotovimo pozitivni odnos do dela.[12]
- Sodelavci: Sodelavci so lahko pogost vir stresa na delovnem mestu,[13] vendar pa lahko predstavljajo tudi podporo. Ta podpora pa lahko ublaži razmerje med delovno in psihološko obremenitvijo. Podpora sodelavcev naj bi pomagala tudi nevtralizirati negativne posledice fizičnih stresorjev, čeprav pa so lahko ravno sodelavci vir hrupa in distrakcij.[14]
- Plača in napredovanje: S plačo in napredovanjem lahko pozitivno ojačujemo zavezanost zaposlenega organizaciji. S tem mu damo vedeti, da je cenjen in hkrati ojačujemo lojalnost.[15] Napredovanje vpliva tudi na vedenje in odnos zaposlenega, kot je recimo motivacija in že prej omenjena zavezanost organizaciji, še posebej v primeru stalne zaposlitve. Plača in napredovanje poganjata zaposlene, da sodelujejo v kariernem tekmovanju. Glede na teorijo rivalstva (angl. Tournament theory) je njun učinek odvisen od tega, kako varna oz. stalna je naša zaposlitev (možnosti napredovanja motivirajo zaposlene, ki imajo zagotovljeno zaposlitev, ko pa je njihova zaposlitev nestabilna, jih bolj motivira plača).[16]

## Dejavniki in vplivi
Na odnos do dela vpliva več dejavnikov. Poleg situacijskih vplivov, torej samega dela in delovnega okolja, ugotavljajo, da imajo tudi drugi dejavniki pomemben vpliv. Novejše raziskave ugotavljajo, da ne smemo zanemariti dispozicijskih in kulturnih vplivov.
- Dispozicijski vplivi: Raziskave nakazujejo, da je osebnost povezana z zadovoljstvom z delom, torej z odnosom do dela. Zato je pomembno, da so zaposleni izbrani za ustrezno delovno mesto oziroma takšno, ki se najbolj sklada z njihovimi osebnostnimi značilnostmi.[1]
- Kulturni vplivi: Obstajale naj bi štiri dimenzije, po katerih se države med seboj razlikujejo glede odnosa do dela. Prva dimenzija je individualizem proti kolektivizmu, druga izogibanje negotovosti proti tveganju, tretja oddaljenost moči oz. obseg do katerega se moč neenakomerno porazdeljuje, ter zadnja maskulinost proti femininosti oziroma orientiranost k dosežku. Države se med seboj razlikujejo tudi po tem, do katere mere vidijo zaposlene na instrumentalen nasproti humanističnemu načinu.[1]
- Situacijski vplivi: Poleg supervizije, plače, možnosti napredovanja in sodelavcev ima največji vpliv narava samega dela, zato je pomembno, da zagotovimo, da je delo čim bolj zanimivo in  da nudi izzive.[1]

## Dodatni faktorji, ki vplivajo na odnos do dela
Zadovoljstvo z delom in pripadnost organizaciji, ki jih lahko povežemo z odnosom do dela, pomembno prispevata k delovni uspešnosti.

### Stres in čustvena izčrpanost
Od odnosa do dela je tudi odvisno, kako bodo stresorji vplivali na delovno uspešnost. Brezobzirno tekmovanje lahko vodi v konflikte med sodelavci. Ta stres pa povzroča čustveno izčrpanost, ki negativno vpliva na odnos do dela. Čustvena izčrpanost pa lahko vodi do izgorelosti.

## Vedenja, ki so posledica odnosa do dela

### Odnos do dela in zapravljanje časa na internetu
Več zapravljanja časa na internetu med delovnim časom opazimo pri zaposlenih, ki imajo nižjo vpletenost v delo in intrinzično vpletenost. Manj pa ga opazimo pri tistih, ki zaznavajo delovno okolje kot podpirajoče in motivirajoče. Vendar pa skupine zaposlenih, ki se vključujejo v socialno postopanje oz. zapravljanje časa preko interneta,  oblikujejo neke vrste normo takšnega vedenja. Kljub vsemu pa je  povezava med zapravljanjem časa na internetu ali ne na internetu omejena. Klepet med sodelavci je lahko tako znak produktivnosti, kot znak izgube časa.

### Uspešno izvajanje nalog
Podjetja oz. organizacije, katerih zaposleni imajo pozitivni odnos do dela, so bolj učinkovita od tistih, ki nimajo takih zaposlenih. Odnos do dela vpliva na delovno učinkovitost in uspešnost in ne obratno.